# 栃東大裕

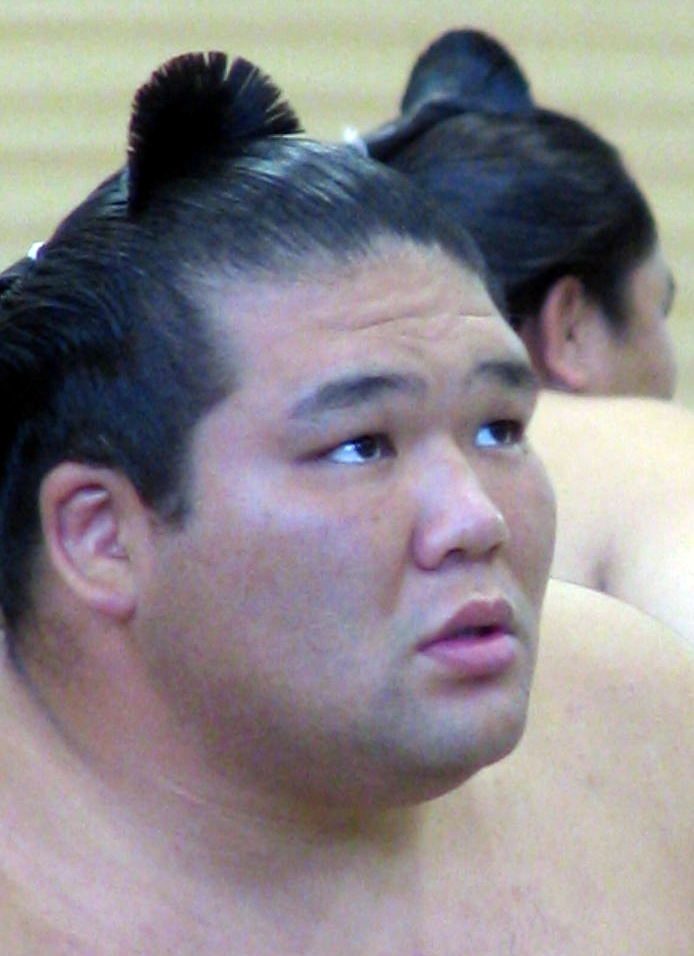

栃東大裕（1976年11月9日—），本名志賀太祐，日本東京都足立區出身（出生地東京都墨田區）的前大相撲力士。他身高180cm，體重155kg，血型是a型。所屬的相撲部屋是玉之井部屋。他的父親栃東知賴也是相撲力士。
他在1994年開始了他的職業生涯，僅在兩年後，在各個低級別的比賽中奪得冠軍後到達幕內級別，在獲得12個三賞獎項和4個金星之後，他在2002年達到了大關級別。在2007年30歲時因為健康原因退役前贏得了三次幕內比賽優勝。2009年，他成為了玉之井部屋的主教練。
他是第一個多次使用大關復歸特例成功從陷落中復歸的大關，也是少數在朝青龍處在全盛期仍能經常擊敗他的力士，在2003年到2006年間六次擊敗他。
在2007年3月份春場所賽事的12日退出比賽被送入醫院(因頭痛和頭暈)，他被診斷為高血壓，腦部掃描顯示他也患有輕度中風。 2007年5月7日，他宣佈引退。在正式成為年寄前保留栃東一名。2008年2月2日，在兩國國技館舉行了正式的引退儀式斷髮式，約有10000人參加。自退休以來，他的體重已經明顯下降了。
在2009年他的父親退休後，他成為了第14代玉之井親方。 2011年7月，他製作了他的第一個高級力士富士東，2013年，出生於蒙古的東龍到達了前頭級別，並且是2017年部屋唯一的關取力士。玉之井親方也是日本相撲協會的副主任，負責地區巡業。